# Mickey Thompson

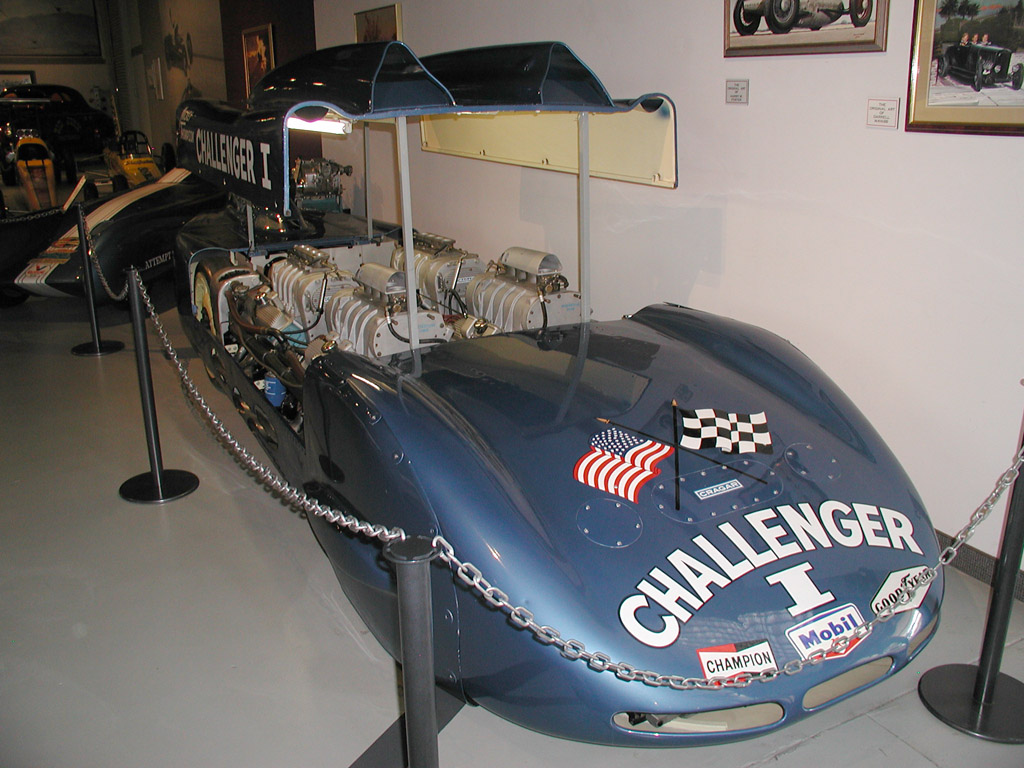
Challenger I Weltrekordwagen von 1960

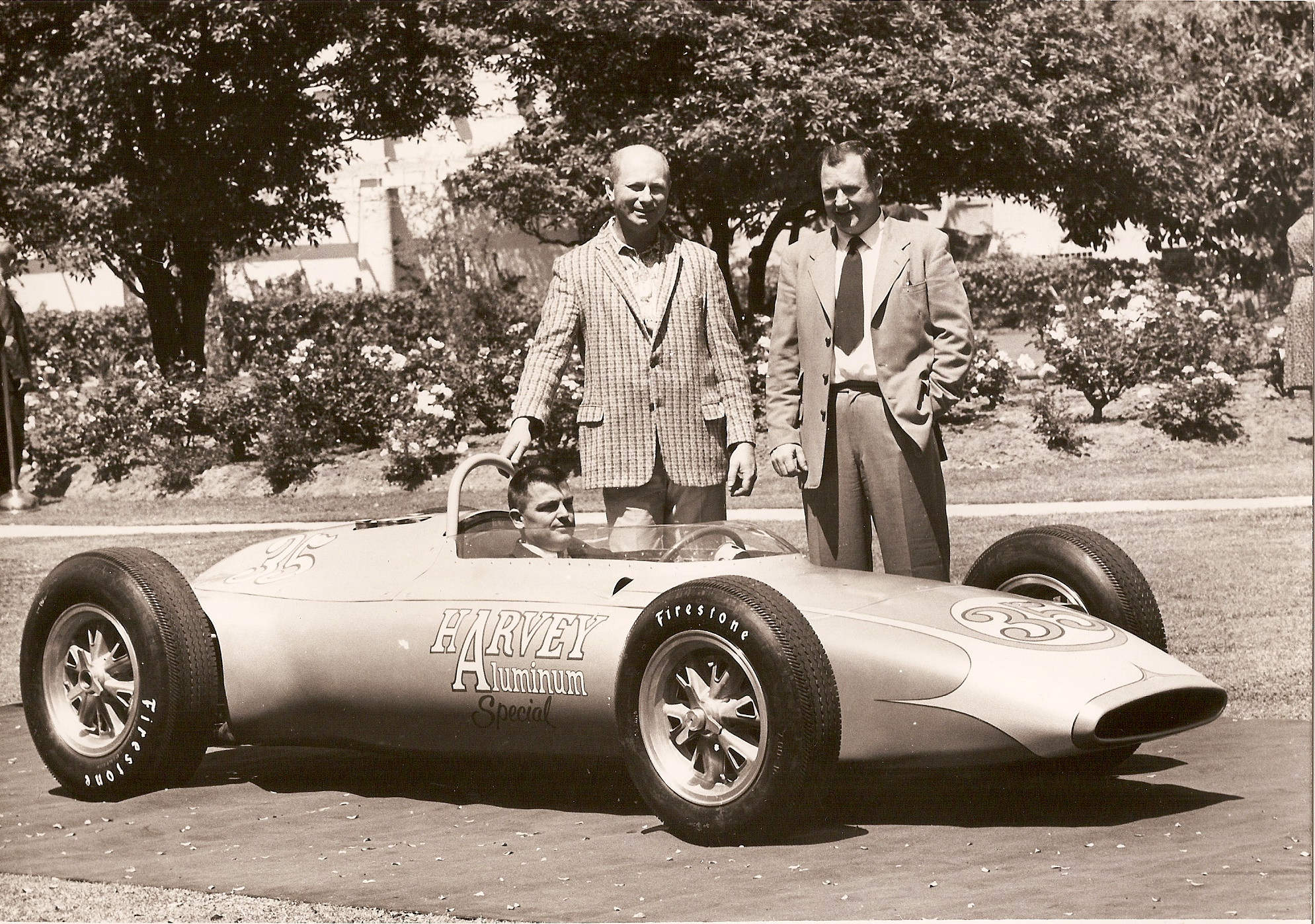
Mickey Thompson im Harvey Aluminum Special Nr. 35 vor dem Indianapolis 500 Rennen 1962 (für das sich dieses Auto nicht qualifizierte). Dahinter stehend: links der Repräsentant des Sponsors Harvey Aluminium, rechts der Konstrukteur John Crosthwaite

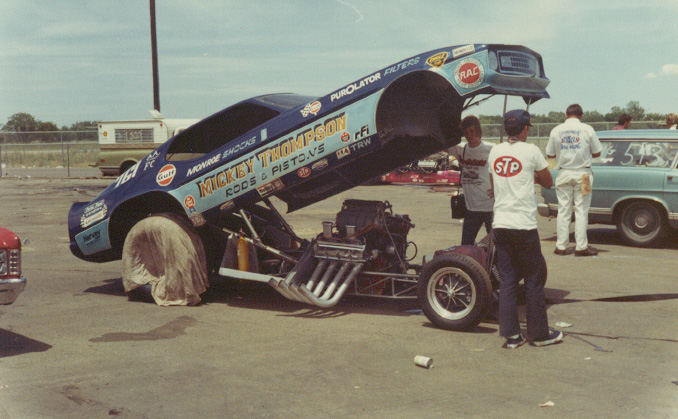
Ein dem Chevrolet Camaro der 1. Generation nachempfundener Dragster der Funny Car-Klasse von Mickey Thompson, Dallas 1971

Marion Lee „Mickey“ Thompson (* 7. Dezember 1928 in Alhambra, Kalifornien; † 16. März 1988 in Bradbury, Kalifornien) war ein US-amerikanischer Rennfahrer, Konstrukteur, Geschäftsmann und Erfinder. Er gründete die SCORE International Off-Road Racing Series in jener Disziplin, in der er als Fahrer viele Erfolge feierte. Er begann seine Karriere mit Dragsterrennen und verfehlte mit seinem Challenger I nur knapp den Landgeschwindigkeitsrekord.

## Weltrekordfahrzeuge
Mickey Thompson arbeitete als Drucker beim Times-Mirror (Los Angeles Times) als er begann, sich für den Rennsport mit Dragstern zu interessieren und zum Profi wurde: Er erfand die Bauart mit hinter der Hinterachse angeordnetem Fahrersitz. Eher zufällig verschlug es ihn 1958 mit seinem Dragster nach Utah, wo er auf dem Salzsee 473 km/h erreichte. Es fehlten also nur 160 km/h, um John Cobbs Rekord von 1947 zu brechen, und Thompson begann hierfür ein spezielles Fahrzeug zu konzipieren. Zupass kam ihm, dass Pontiac unter dem damaligen Chef jener GM-Division, Semon E. Knudsen, das „Image der altbackenen Autofirma“ ändern und seine „Zukunft im jungen Markt“ suchen wollte und vier V8-Motoren à 6718 cm3 beisteuerte. Der mit den vier im Rechteck angeordneten Motoren ausgestattete Challenger I wurde sein Fahrzeug für Rekordversuche auf den Bonneville Flats. Den Wagen hatte er selbst entworfen, George Hill war für das Design der Karosserie verantwortlich und Fritz Voight als Mechaniker am Bau beteiligt. Dabei war das Vorgehen unkonventionell: Die Motoren wurden auf den Boden der Werkstatt gelegt und um sie herum mit Kreide die Umrisse des Wagens aufgezeichnet.
Am 6. Oktober 1959 setzte er die Marke für die A/BFS-Klasse auf 363,48 mph (585 km/h), ein Rekord, der bis 1990 Bestand hatte, als Al Teague ihn mit 389,37 mph brach. Zwar fuhr er am 9. September 1960 mit 406,60 mph (654,35 km/h) schneller als je ein Mensch zuvor, wegen eines Getriebeschadens jedoch nur in eine Richtung, weshalb dies nicht als absoluter Geschwindigkeitsrekord anerkannt wurde. Wenige Tage später sorgte eine an einem Kompressor rutschende Antriebskette für Probleme – die vier in diesem Jahr zusätzlich eingebauten GMC 6-71-Lader sollten den sonst zur Verfügung stehenden 1600–2400 PS weitere 1000 PS hinzufügen. Als Thompson bei den „National Speed Trials“ 1962 mit seinem zirka sechs Meter langen und gut zwei Tonnen schweren Wagen erneut antrat, war er behindert durch eine auf dem Lake Mead bei einem Rennbootunfall erlittene Rückenverletzung. Flache Sitzanordnung, keine Federung, raue Strecke: genug Gründe, es für dieses Jahr aufzugeben, aber da die Strecke überhaupt zu kurz erschien, ein für alle Mal.

## 500 Meilen von Indianapolis
Zu Thompsons zahlreichen Interessen gehörte danach auch der Bau von Wagen für das 500-Meilen-Rennen von Indianapolis. Erstmals trat er 1962 mit drei Fahrzeugen eigener Konstruktion an. Diese mit Buick-Motoren im Heck ausgestatteten Fahrzeuge erregten beträchtliches Aufsehen. Die von Thompson verwendeten V8-Triebwerke hatten gegenüber der Serienversion unveränderte Motorblöcke. Während sich Auto Nr. 35 nicht qualifizieren konnte, erzielte Rookie Dan Gurney mit der Nr. 34 die siebtbeste Qualifikationszeit. Er fiel jedoch im Rennen mit Hinterachsproblemen aus.

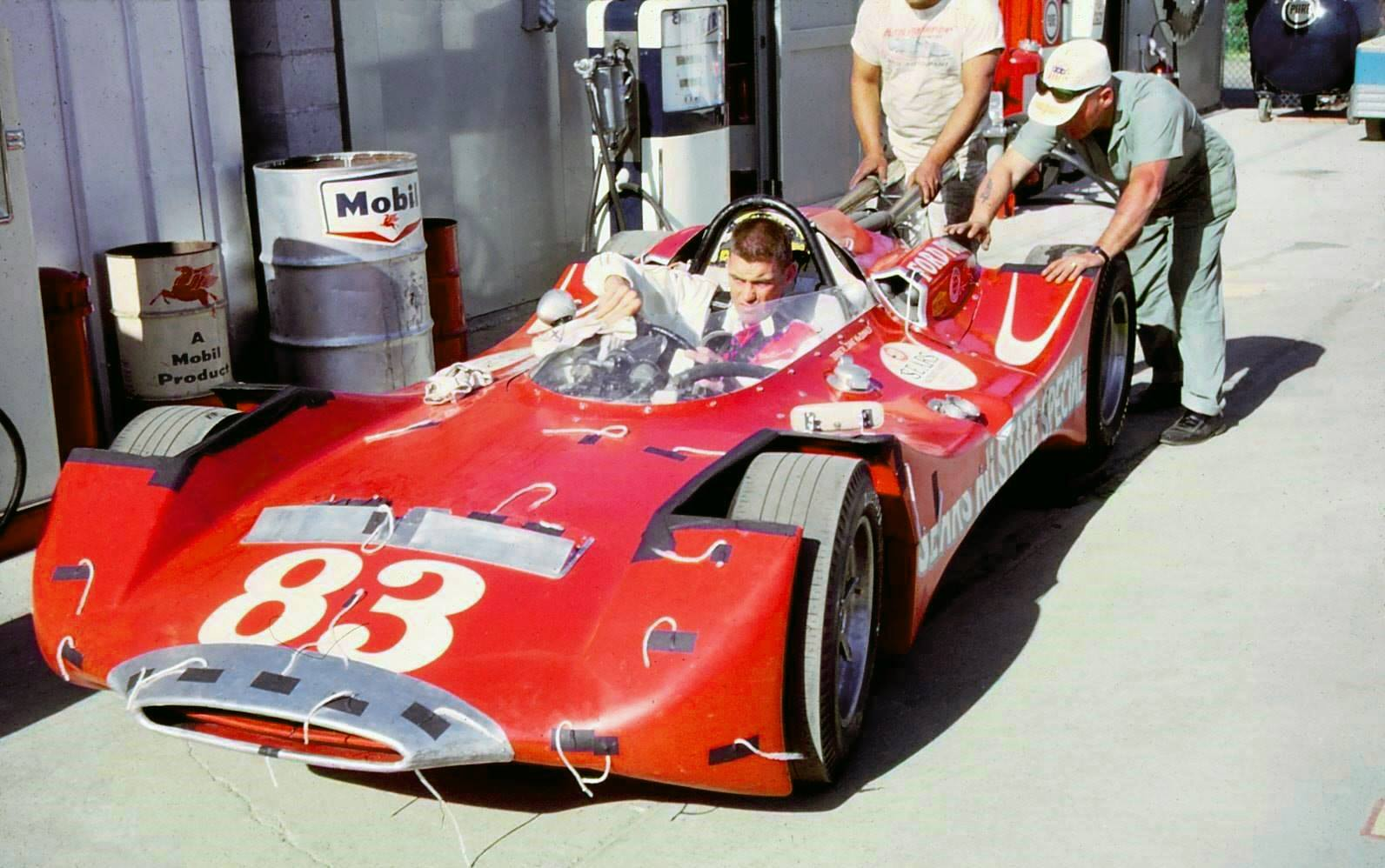
Foto von Dave MacDonald in Mickey Thompsons 1964er „Pfannkuchen“-Wagen.

Eine spätere Konstruktion, der Sears Thompson Allstate Special, wurde vom Warenhaus Sears und dessen Eigenmarke Allstate gesponsert. Das beste Ergebnis eines Thompson war der 9. Platz von Rookie Al Miller 1963.
Eng mit Mickey Thompson zusammen hängt auch einer der größten Unfälle während der „Indy 500“, ein Ereignis das 1964 die Fahrer Dave MacDonald und Eddie Sachs das Leben kostete und Thompson zeitlebens nicht mehr los ließ. Carroll Shelby hatte Dave MacDonald, der für ihn gefahren war, vor dem Thompson-Wagen gewarnt, das Fahrzeug und der Fahrer benötigten aus seiner Sicht noch weitere Entwicklung. In der zweiten Runde des Rennens verlor nach „Kurve Vier“ MacDonald die Beherrschung über das Auto, raste in eine Begrenzungsmauer und löste eine Kollision mehrerer Fahrzeuge aus.

## Weitere Aktivitäten

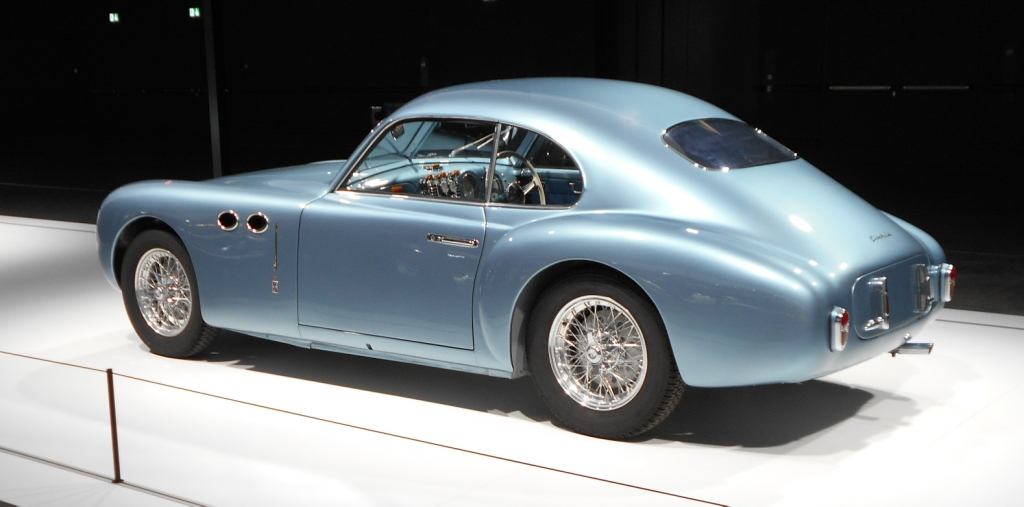
Der Cisitalia 202 war Vorbild für den Allied Swallow

1952 begann Thompsons Einstieg in ein Unternehmen, das sich dem Bau eines Sportwagens widmete: Die Atlas Fiber-Glass (1953 umbenannt in Allied Fiberglass) brachte den Allied Swallow auf die Straße, eine Kopie des Cisitalia 202 und ein Akt von Produktpiraterie. Das Original wurde 1952 auf der Motorama gezeigt und Thompsons Geschäftspartner Bill Burke gelang es, vorher davon einen Negativ-Abdruck anzufertigen. Thompson steuerte 1000 Dollar Startkapital bei, legte beim Bau selbst Hand mit an und das Ergebnis war das weltweit erste Sportcoupé mit Fiberglas-Karosserie.
Daneben ist der Name Mickey Thompson mit anderen geschäftlichen Aktivitäten verbunden, die er oft gemeinsam mit seiner Ehefrau Trudy betrieb. Kurz vor seinem Weltrekordversuch vom September 1960 hatte er die Mickey Thompson Enterprises gegründet, eine Firma, die sich auf den Vertrieb von Bestandteilen für Renn- und Hochleistungsfahrzeuge, vor allem für Pontiac, spezialisierte.
1963 folgte Mickey Thompson Performance Tires in Stow (Ohio), welche sich ursprünglich auf die Herstellung von Spezialreifen für das 500-Meilen-Rennen von Indianapolis beschränkte. Bald erfolgte aber die Ausweitung des Geschäftsfelds auf Straßenfahrzeuge. Viele Muscle-Cars dieser Zeit waren mit solchen Reifen „aufgerüstet“. 2003 folgte ein 40-Zoll-Spezialreifen für leichte Nutzfahrzeuge und ein Radialreifen für Dragster mit Straßenzulassung. Im gleichen Jahr wurde die Firma von der Cooper Tire & Rubber Company übernommen.
Zu Beginn der siebziger Jahre entwickelte er einen Dragster der Funny Car-Klasse auf der Basis des Pontiac Grand Am. das gelb lackierte Fahrzeug wurde nach dem Hauptsponsor, dem Plastikmodellhersteller Revell, Revelleader genannt und von Dale Pulde gefahren. Natürlich gab es auch einen Modellbausatz dieses Dragsters im Handel.
Schließlich gab es auch noch die Mickey Thompson Entertainment Group welche Shows für Hot Rods und Custom Cars organisierte, vor allem aber eine Indoor-Motocross-Show und eine Offroad-Renn-Show betrieb. Die Shows trugen viel zur Verbreitung dieser Sportarten in den Agglomerationen der großen Städte in den USA bei.

## Erfindungen
Zu Thompsons Beiträgen zum Motorsport gehörte die Einführung des Ampelstarts und des Foul-Light-Systems („Redlight“ und „Bluelight“ die Frühstart und unkorrekte Startposition anzeigen)  auf Dragster-Rennstrecken, der erwähnte Spezialreifen für Rundstreckenrennen, Nitrogen-Stoßdämpfer in den USA sowie eine Wasserscheide für Rennstrecken und Autobahnen.

## Tragisches Ende

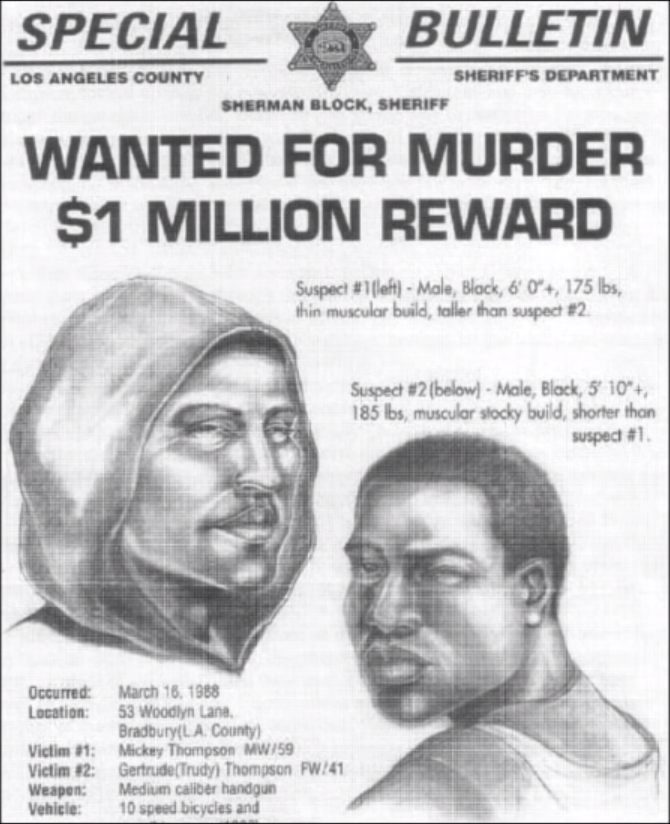
Steckbrief des LA-Sheriff-Dept., mit dem damals intensiv aber erfolglos nach den Mördern gesucht wurde

Zusammen mit seiner Frau Trudy wurde er am 16. März 1988 in seinem Haus in Bradbury erschossen. Schnell erwies sich, dass die Tat von zwei professionellen Mördern verübt worden war, welche auf Fahrrädern gekommen waren. Im Dezember 2001 wurde ihr ehemaliger Geschäftspartner Michael Goodwin verhaftet und angeklagt, diese Morde in Auftrag gegeben zu haben, nachdem ein Geschäft schiefgegangen war und Goodwin zivilrechtlich zu einer Zahlung von 500.000 US$ verurteilt worden war. Die formelle Anklage wurde erst am 8. Juni 2004 erhoben, nachdem Goodwin einige Monate in Untersuchungshaft verbracht hatte. Damals scheinen die Ankläger nicht die Todesstrafe angestrebt zu haben. Goodwin wurde im Januar 2007 für schuldig erklärt. Er behauptete auch fortan unschuldig zu sein und das Ziel einer großen, verdorbenen Verschwörung. Die beiden Todesschützen wurden bislang nicht gefunden.
Thompson nahm in seinem Leben an über 10.000 Rennen teil, fuhr über eine Million Rennmeilen und gewann mindestens eine Meisterschaft in den Kategorien Midget Car, Sprint Car, Off Road, Stock Car, Dragster und Sportwagen. Er wurde 1990 in die International Motorsports Hall of Fame aufgenommen.

## Vermächtnis
Thompsons Fahrten auf dem Salzsee hatte als Dreizehnjähriger Denis Manning verfolgt – er wurde selbst zum Konstrukteur von Rekordfahrzeugen, so dem Harley-Davidson Streamliner. Mit letzter Konsequenz war Thompsons Abkehr von Bonneville auch nicht erfolgt. 1968 wurde mit dem Challenger II ein ausgefeilter Nachfolger für den „Hot Rod“ der späten 1950er Jahre gebaut, doch vereitelte der 1969 erfolgte Rückzug der großen amerikanischen Autohersteller aus dem Rennsportgeschehen, und damit einhergehend der Verlust wichtiger Sponsoren, das Vorhaben. Der Wagen wurde konserviert bis 1988, als Thompson sich mit seinem Sohn Danny einigte, mit ihm als Fahrer 1989 einen Rekordversuch in die Wege zu leiten. Die Ermordung Thompsons schien schließlich auch diesem Plan ein Ende zu setzen. Von 2003 an jedoch begab sich Danny Thompson regelmäßig zu den Salt Flats. Ein Anlauf, mit dem Challenger II einen Rekord zu brechen, scheiterte 2014 an der Absage der Bonneville Speed Week wegen Überflutung der Salzfläche. Am 14. August 2016 reichte es mit 654 km/h aber doch noch zu einem Rekord in der Fahrzeugklasse AA/FS und am 12. August 2018 machte Thompson mit 722 km/h den Challenger II zum schnellsten Automobil mit Kolbenmotor.

## Statistik

### Einzelergebnisse in der Sportwagen-Weltmeisterschaft
| Saison | Team            | Rennwagen | 1   | 2   | 3   | 4   | 5   | 6   | 7   |
| ------ | --------------- | --------- | --- | --- | --- | --- | --- | --- | --- |
| 1953   | Alberto August  | Ford 6    | SEB | MIM | LEM | SPA | NÜR | RTT | CAP |
| 1953   | Alberto August  | Ford 6    |     |     |     | DNF |     |     |     |
| 1954   | Mickey Thompson | Ford      | BUA | SEB | MIM | LEM | RTT | CAP |     |
| 1954   | Mickey Thompson | Ford      |     |     | DNF |     |     |     |     |